# Gurro
Gurro – miejscowość i gmina we Włoszech, w regionie Piemont, w prowincji Cusio Ossola. Położona około 140 kilometrów na północny wschód od Turynu i około 20 kilometrów na północny wschód od Verbanii.
Według danych na rok 2004 gminę zamieszkiwało 310 osób, 23,8 os./km².